# Dare (canción)
«Dare» («挑 戦 (DARE)»), usualmente estilizada como «DARE», es una canción del grupo británico Gorillaz del álbum Demon Days. Fue lanzado el 29 de agosto del 2005 como el segundo sencillo del álbum y se convirtió en el primer sencillo de la banda en alcanzar el #1 en la lista de sencillos del UK Singles Chart. En las tiendas de música en línea como iTunes, la edición de radio de la canción fue lanzada el 20 de junio de 2005. DARE fue lanzado a EE. UU. a mediados de octubre. En el Billboard Hot 100, alcanzó el puesto #87 el 3 de enero de 2006 y alcanzó el puesto #8 en el Modern Rock Tracks el 21 de febrero de 2006. El comentarista de los Brit Awards 2006, dijo que la canción iba a ser originalmente llamada “It's There”, pero fue cambiado debido a un fuerte acento de Shaun Ryder, el líder de los Happy Mondays, que lo hizo sonar como si estuviera diciendo: “It's Dare”. Rosie Wilson asume el papel de Noodle de Miho Hatori, quien proporcionó su voz en el primer álbum. 2D proporciona coros, su voz fue rebajada siendo un poco cubierta por la de Noodle. La vocalización completa en 2D se pueden escuchar en el álbum de remixes D-Sides, el cual cuenta con una versión demo de la canción, titulado “People”. Esta versión contiene el mismo de fondo, mientras que carece de la mayoría de los teclados y los efectos en la grabación final. La diferencia de la versión final, es que People es totalmente cantada por 2D (Damon Albarn).

## Video musical
El vídeo musical de DARE incluye la aparición de Shaun Ryder como una cabeza gigante sin cuerpo que se mantiene vivo gracias a la maquinaria del armario de Noodle. La canción se realiza principalmente por Noodle; 2-D, Russel y Murdoc sólo aparecen en cameos cortos durante el video. 2-D se ve que escucha la habitación de Noodle con la oreja al suelo, Russel aparece sentado en un inodoro leyendo el periódico directamente debajo de sala de Noodle y Murdoc aparece en la parte final del video en la cama con Shaun Ryder, que se despierta, al parecer, había soñado toda la secuencia del vídeo. Murdoc dice a Ryder «vuelve a dormir, cariño», tras lo cual se reveló que era otra pesadilla soñada por Murdoc, quien también se despierta de golpe en su propia cama jadeando y resoplando. En el final del video, hay una imagen de la banda HIM, lo que sugiere que tal vez Murdoc puede ser un fan de la banda. En el comentario, Noodle afirma que Murdoc inicialmente protestó en hacer el video completo por ella, pero ella respondió que ella escribió la canción y ella lo había visto lucir demasiado en el video de "Feel Good Inc." y agrega que él estaba dormido en su Winnebago hasta la escena final. El video fue dirigido por Jamie Hewlett y Pete Candeland.
El video fue filtrado unos días antes de su lanzamiento el 30 de agosto de 2005 en el sitio web oficial de Gorillaz. Algunos dicen que hubo amenazas legales contra las personas que han subido el vídeo, pero ninguna de estas afirmaciones pueden ser confirmadas. El video fue retirado más tarde de otros sitios web y la escena final fue ajustada un poco.
Este video recuerda a las películas clásicas de terror. En el comienzo del vídeo podemos ver una estatua con 'reject false icons', que se puede reconocer como Pazuzu, la estatuilla de El exorcista y el hijo del diablo. Los cuervos están volando alrededor del edificio, en un homenaje a Alfred Hitchcock de Los pájaros. Shaun Ryder es representado como el monstruo de Frankenstein como el que es traído a la vida. Entre los artefactos que son parte del sistema de soporte parecen ser dos joysticks Atari y una Speak & Spell de la década de 1980. La cabeza de Ryder se mantiene vivo es una referencia a la película The Brain That Wouldn't Die. El tubo que va conectado a los interruptores de la mejilla de Ryder de lado a lado como un homenaje comúnmente en las primeras películas de terror. Cuando vemos a Russell sentado en el inodoro, está sosteniendo un periódico con un titular que dice CANNIBAL MASSAKREN, el título danés de Holocausto Caníbal, y en la parte posterior del periódico un texto de título el nombre de "Freddie Shepherd" como una referencia al expresidente del Newcastle United Freddy Shepherd. El zum en el ojo de Noodle al final del video es tomado de Ringu y su versión americana, The Ring.

## Lista de canciones
CD1
1. «DARE» - 4:04
2. «Clint Eastwood» (feat. De La Soul & Bootie Brown) (Live) - 4:38

CD2
1. «DARE» - 4:04
2. «Highway (Under Construction)» - 4:20
3. «DARE» (Soulwax Remix) - 5:42

Enchanded CD Single
1. «DARE» - 4:04
2. «Highway (Under Construction)» - 4:20
3. «DARE» (Soulwax Remix) - 5:42
4. «DARE» (Music Video) - 4:48

CD Promo
1. «DARE» - 4:04

DVD Single
1. «DARE» (Video) - 4:48
2. «Samba at 13» - 6:23
3. «People» - 3:28
4. «DARE» (Animatic)

Sencillo australiano
1. «DARE» - 4:04
2. «Feel Good Inc.» - 3:41
3. «Highway (Under Construction)» - 4:20
4. «DARE» (Soulwax Remix) - 5:42
5. «DARE» (Video) - 4:48

Sencillo japonés
1. «DARE» - 4:04
2. «Highway (Under Construction)» - 4:20
3. «DARE» (Soulwax Remix) - 5:42
4. «Clint Eastwood» (feat. De La Soul & Bootie Brown) (Live) - 4:38
5. «DARE» (Video)- 4:48

iTunes EP
1. «Clint Eastwood» (feat. De La Soul & Bootie Brown) (Live) - 4:38
2. «People» - 3:28

## Posicionamiento en listas y certificaciones
| Lista (2005)                                   | Mejor posición |
| ---------------------------------------------- | -------------- |
| Alemania (Media Control AG)                    | 37             |
| Australia (ARIA)                               | 11             |
| Austria (Ö3 Austria Top 40)                    | 29             |
| Bélgica (Flandes) (Ultratip Bubbling Under)    | 3              |
| Bélgica (Valonia) (Ultratip Bubbling Under)    | 2              |
| Estados Unidos (Billboard Hot 100)             | 87             |
| Estados Unidos (Pop 100)                       | 67             |
| Estados Unidos (Dance Music/Club Play Singles) | 4              |
| Estados Unidos (Modern Rock Tracks)            | 8              |
| Irlanda (IRMA)                                 | 7              |
| Italia (FIMI)                                  | 11             |
| Nueva Zelanda (Recorded Music NZ)              | 5              |
| Países Bajos (Mega Single Top 100)             | 98             |
| Reino Unido (UK Singles Chart)                 | 1              |
| Suiza (Schweizer Hitparade)                    | 22             |

| País        | Organismo certificador | Certificación  | Ventas  | Ref.   |
| ----------- | ---------------------- | -------------- | ------- | ------ |
| Australia   | ARIA                   | Disco de Oro   | 35 000  | [ 13 ] |
| Reino Unido | BPI                    | Disco de Plata | 200 000 | [ 14 ] |

## Sucesión en listas
| Anterior: «The Importance of Being Idle» de Oasis | UK Singles Chart — Sencillo Nro 1 4 de septiembre de 2005 — 10 de septiembre de 2005 | Siguiente: «Don't Cha» de Pussycat Dolls con Busta Rhymes |